# Norroy-le-Veneur
Norroy-le-Veneur är en kommun i departementet Moselle i regionen Grand Est (tidigare regionen Lorraine) i nordöstra Frankrike. Kommunen ligger i kantonen Marange-Silvange som tillhör arrondissementet Metz-Campagne. År 2022 hade Norroy-le-Veneur 1 000 invånare.

## Befolkningsutveckling
Antalet invånare i kommunen Norroy-le-Veneur
| Referens: INSEE |